# Hygrodicranum bolivianum
Hygrodicranum bolivianum är en bladmossart som beskrevs av Theodor Carl Karl Julius Herzog 1916. Hygrodicranum bolivianum ingår i släktet Hygrodicranum och familjen Dicranaceae. Inga underarter finns listade i Catalogue of Life.